# Lithocarpus confinis
Lithocarpus confinis är en bokväxtart som beskrevs av S.H.Huang, Yung Chun Hsu och Hsien Wei Jen. Lithocarpus confinis ingår i släktet Lithocarpus och familjen bokväxter. Inga underarter finns listade.